# Les Angles (Pirenei Orientali)
Les Angles (catalano: Els Angles) è un comune francese di 572 abitanti, situato nel dipartimento dei Pirenei Orientali della regione dell'Occitania. Nel territorio comunale ha origine il fiume Aude.

## Geografia fisica

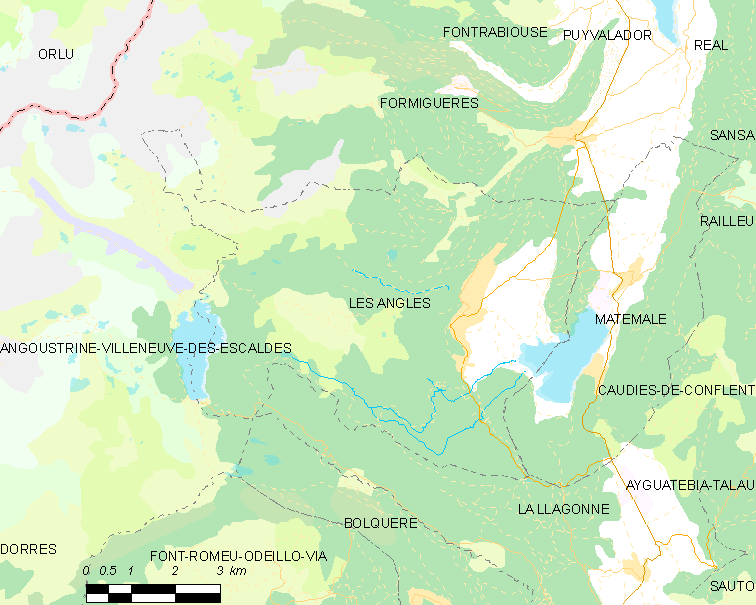
Situazione di Les Angles

## Società

### Evoluzione demografica
Abitanti censiti